# James Chadwick
Sir James Chadwick (Cheshire, 1891. október 20. – Cambridge, 1974. július 24.) Nobel-díjas angol fizikus, a neutron felfedezője.

## A kezdetek
1891. október 20-án született Cheshire-ben, Angliában. Apja John Joseph Chadwick, anyja Mary Anne Knowles volt. A Manchester High Schoolban végezte a középiskolát, majd a Manchesteri Egyetemen (Victoria University of Manchester) és a Cambridge-i Egyetemen (University of Cambridge) tanult, majd Ernest Rutherford és Hans Geiger mellett dolgozott a Manchesteri Egyetemen.
1914-ben Berlinbe, a Technische Hochschuléba (ma a Berlini Műszaki Egyetem) ment Geigerrel, de kitört az első világháború, és teljes idejére internálták.

## Cambridge-ben
A háború után Chadwick visszatért Cambridge-be, ahol ismét Ernest Rutherforddal dolgozott; radioaktív anyagok gamma-emisszióját vizsgálta. Tanulmányozták az alfa-részecskékkel bombázott elemek átalakulását és az atommag természetét.
1931-ben értesült Frédéric Joliot-Curie és felesége, Irène azon eredményeiről, hogy a természetes radioaktív sugárzásnak kitett kémiai elemekből más elemek addig ismeretlen tömegszámú változatai, izotópjai jönnek létre. E munkákat folytatva Chadwick a Cavendish Laboratóriumban alfa-részecskékkel berilium-atommagokat bombázott, s ennek során azt tapasztalta, hogy paraffintartalmú anyagokból protonok kilépését okozó sugárzás jön létre. Ily módon 1932-ben alapvető eredményre jutott: felfedezte az atommagban lévő semleges részecskéket, a neutronokat. A pozitív töltésű, és ezért a nehéz atommagokról – azok jelentős elektromos töltése miatt – visszaverődő héliumatommagokkal (alfa-részecskékkel) szemben a neutron semleges, nem kell legyőznie elektromos gátat, ezért a legnehezebb elemek magját is átjárhatja, illetve széthasíthatja. Chadwick kísérletileg - előbb ködkamrafelvételekből az impulzustétel alapján, majd 1934-ben a kötési energia ismeretében a deuteron tömegének megmérésével - meghatározta a neutron tömegét. S azt találta, hogy a neutron tömege nagyjából egyenlő a protonéval.
Ezért a történelmi felfedezésért megkapta 1932-ben a Royal Society Hugh-érmét, majd 1935-ben a fizikai Nobel-díjat. Később megtudta, hogy egy német kutató, Hans Falkenhagen (Rostock) ugyanabban az időben szintén felfedezte a neutront, de nem merte publikálni az eredményt. Amikor Chadwick értesült a felfedezésről, felajánlotta, hogy megosztja vele a Nobel-díjat, de Falkenhagen udvariasan visszautasította a megtiszteltetést.
Chadwick felfedezése lehetővé tette, hogy az uránnál nehezebb elemeket állítsanak elő laboratóriumban. Felfedezése különösen megihlette a Nobel-díjas olasz fizikust, Enrico Fermit, aki felfedezte a lassú neutronok által beindított magreakciókat, és vezette az osztrák fizikus Lise Meitnert arra, hogy felfedezze a maghasadást.

## Liverpoolban
Chadwick 1935-ben a Liverpooli Egyetem fizikaprofesszora lett. Az 1940-es Frisch-Peierls-memorandum következtében – ami az atombomba megvalósíthatóságáról szólt –, jelölték őt a MAUD Bizottságba, ami a témát tovább tanulmányozta. 1940-ben a Tizard-küldöttség tagjaként Észak-Amerikába látogatott, hogy az amerikaiakkal és kanadaiakkal együttműködjön a nukleáris kutatások terén. 1940 novemberében visszatérve Angliába arra a következtetésre jutott, hogy ebből a kutatásból semmi sem fog kijönni a háború vége előtt. 1940-ben Franz Simon, akit a MAUD bízott meg, azt jelentette, hogy lehetséges az urán-235-ös izotóp elkülönítése. Simon jelentése költségbecsléseket és technikai leírást tartalmazott nagy urándúsító üzemre vonatkozóan. Chadwick később azt írta, ekkor jött rá, hogy „a nukleáris bomba nemcsak lehetséges, hanem elkerülhetetlen. Ekkortól altatót kellett szednem, ez volt az egyetlen orvosság.” Nem sokkal ezután csatlakozott a Manhattan tervhez az Egyesült Államokban, ami kifejlesztette a Hirosimára és Nagaszakira ledobott atombombát. Chadwicket 1945-ben lovaggá ütötték.

## Megint Cambridge-ben
A háború után Chadwick nem tért vissza Liverpoolba, amíg a cambridge-i Gonville and Caius College feje nem lett (1948-1958). Cambridge-ben halt meg 1974. július 24-én.

## Művei
- Radioaktivitás; fordította: Keömley Gábor; Gondolat, Budapest, 1966 (Stúdium könyvek)